# Ömer Faruk Kalmış
Ömer Faruk Kalmış (* 23. November 1994 in Delmenhorst) ist ein deutsch-türkischer Fußballprofi in der 2. und 3. Türkischen Liga.

## Leben

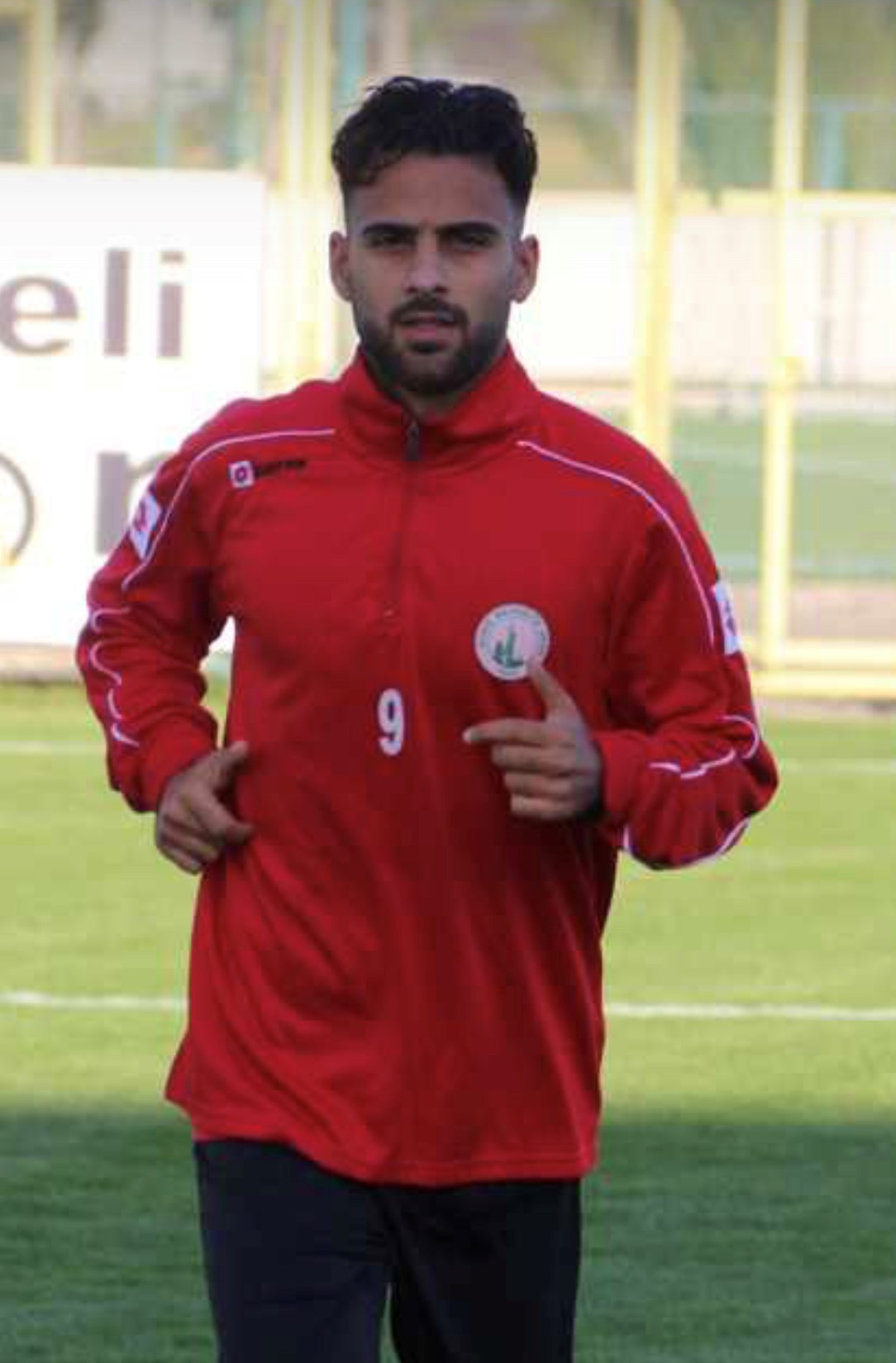

Im Alter von 5 Jahren begann Kalmış mit dem Fußball in Delmenhorst. Von 1998 bis 2005 spielte der junge Kalmış für Eintracht Delmenhorst (Heute: SV Atlas Delmenhorst). Darauffolgend wechselte er zum TV Jahn Delmenhorst, wo er bis zur U13 spielte. Kalmış wechselte dann zu Werder Bremen, wo er ein Jahr lang spielte. Ab der U15 orientierte Kalmış sich zum VfB Oldenburg und spielte dort bis zur U17. Zu Beginn der U17 wechselte Kalmış zum VfL Oldenburg.
Als Kalmış in den Herrenbereich aufstieg, entschied er sich jedoch wieder für den VfB Oldenburg und spielte ein Jahr dort. Im Jahr 2014 wechselte er zum TB Uphusen in Achim. Nachdem Kalmış in Deutschland genug Erfahrung sammeln konnte und sein Talent entdeckt wurde, erhielt er 2015 die Chance im Alter von 21 Jahren einen Profivertrag in der Türkei  bei Bayburt Özel İdare (3. Liga) zu unterschreiben. In der Türkei wechselte der deutsch-türkische Fußballspieler dann zu Van Büyükşehir Belediyespor. Dort spielte er ein halbes Jahr. Für das nächste halbe Jahr wechselte er nach Bursa, zu Karacabey Birlikspor. Im Jahr 2017 unterschrieb Kalmış seinen nächsten Vertrag für Karaköprü Belediyespor. Im Jahr 2018 ging es für den Fußballspieler zunächst wieder zurück nach Deutschland, dort legte er erfolgreich seine letzten schulischen Prüfungen ab. Seit August 2019 ist der Fußballer Kalmış beim Drittligisten Sivas Belediyespor unter Vertrag.